# 長崎県専修学校一覧
長崎県専修学校一覧（ながさきけんせんしゅうがっこういちらん）とは、長崎県の専修学校の一覧。

## 公立専修学校
文部科学省Webサイト内「公立専修学校一覧」より（令和4年5月現在）

### 佐世保市
- 佐世保市立看護専門学校

## 私立専修学校
長崎県Webサイト内「長崎県私立専修学校・各種学校一覧」より（令和6年5月1日現在）

### 長崎市
- 九州医学技術専門学校
- 九州SOGI専門学校
- こころ医療福祉専門学校
- 長崎医療技術専門学校
- 長崎医療こども専門学校

- 長崎県美容専門学校
- 長崎市医師会看護専門学校
- 長崎歯科衛生士専門学校
- 専門学校メトロITビジネスカレッジ
- 長崎公務員専門学校

- 北九州予備校長崎校

### 佐世保市
- 九州文化学園歯科衛生士学院
- 九州文化学園調理師専門学校
- こころ医療福祉専門学校佐世保校
- 佐世保市医師会看護専門学校（2023年（令和5年）4月より募集停止)
- 佐世保美容専門学校
- 専門学校公務員ゼミナール佐世保校

### 島原市
- 島原市医師会看護学校

### 諫早市
- 専門学校長崎就職支援カレッジ
- 長崎県央看護学校
- 森家政専門学校(募集停止)

### 大村市
- 長崎リハビリテーション学院

### 壱岐市
- こころ医療福祉専門学校壱岐校